# Spiridon Eristovič Ževahov
Knez Spiridon Eristovič Ževahov (rusko Спиридон Эристович Жевахов; gruzinsko სპირიდონ ჯავახიშვილი), ruski general gruzinskega rodu, * 1768, † 1815.
Bil je eden izmed pomembnejših generalov, ki so se borili med Napoleonovo invazijo na Rusijo.
Njegov portret je bil eden izmed 13, ki niso bili nikoli izdelani za Vojaško galerijo Zimskega dvorca.

## Življenje
Leta 1779 je vstopil v Preobraženski polk in leta 1790 je bil kot stotnik premščen v Aleksandrov lahko-konjeniški polk. Odlikoval se je v bojih s Turki (1890-91) in s Poljaki (1794). Leta 1796 se je udeležil perzijske kampanje in leta 1799 italijansko-švicarske kampanje; od leta 1797 je bil v sestavi Pavlogradskega huzarskega polka.
V letih 1805-07 se je boril proti Francozom, tako da je bil 12. decembra 1807 povišan v polkovnika. 3. decembra 1810 je postal poveljnik Pavlogradskega huzarskega polka.15. septembra 1813 je bil povišan v generalmajorja. 
Po letu 1814 je postal brigadni poveljnik v 3. huzarski diviziji.